# Międzynarodowe Mistrzostwa w Biegach Przełajowych 1968
55. Międzynarodowe mistrzostwa w biegach przełajowych – zawody lekkoatletyczne, które odbyły się w konkurencji mężczyzn (seniorów i juniorów) 17 marca 1968 roku w Tunisie w Tunezji, a w konkurencji kobiet 23 marca 1968 w Blackburn w Anglii.

## Rezultaty

### Seniorzy
Bieg rozegrano na dystansie 12,1 kilometrów.

#### Indywidualnie
| Medal  | Zawodnik          | Czas        |
| Złoto  | Mohammed Gammoudi | 35:25,4 min |
| Srebro | Ron Hill          | 35:26,8 min |
| Brąz   | Roy Fowler        | 35:31,8 min |

#### Drużynowo
Do punktacji drużynowej liczyła się suma miejsc sześciu najlepszych zawodników każdej reprezentacji. 
| Medal  | Zawodnicy | Czas    |
| Złoto  | Anglia · Ron Hill (2.) · Roy Fowler (3.) · Mike Freary (5.) · Alan Rushmer (7.) · Jim Hogan (16.) · Bill Adcocks (25.)                       | 58 pkt  |
| Srebro | Francja · Guy Texereau (4.) · Noël Tijou (9.) · René Jourdan (14.) · Lucien Rault (15.) · Bernard Maroquin (29.) · Michel Bernard (30.)      | 101 pkt |
| Brąz   | Hiszpania · Mariano Haro (6.) · José Maiz (12.) · Javier Álvarez (13.) · Iluminado Corcuera (21.) · Carlos Pérez (26.) · Ramon Tasende (51.) | 129 pkt |

### Juniorzy
Bieg rozegrano na dystansie 7 kilometrów.

#### Indywidualnie
| Medal  | Zawodnik        | Czas        |
| Złoto  | John Bednarski  | 20:59,6 min |
| Srebro | Pierre de Freyn | 21:00,6 min |
| Brąz   | Mohamed Omar    | 21:02,6 min |

#### Drużynowo
Do punktacji drużynowej liczyła się suma miejsc trzech najlepszych zawodników każdej reprezentacji.
| Medal  | Zawodnicy                                                                    | Punkty |
| Złoto  | Anglia · John Bednarski (1.) · Don Faircloth (4.) · Andy Holden (5.)         | 10 pkt |
| Srebro | Tunezja · Hamida Gamoudi (8.) · Amor Lassoued (9.) · Mansour Guettaya (10.)  | 27 pkt |
| Brąz   | Maroko · Mohamed Omar (3.) · Oujid Abdellah (11.) · Mohamed Benachir (15.) · | 29 pkt |

### Kobiety
Bieg rozegrano na dystansie 4,5 kilometra.

#### Indywidualnie
| Medalrąz | Zawodniczka   | Czas      |
| Złoto    | Doris Brown   | 15:00 min |
| Srebro   | Vicki Foltz   | 15:12 min |
| Brąz     | Pamela Davies | 15:21 min |

#### Drużynowo
Do punktacji drużynowej liczyła się suma miejsc czterech najlepszych zawodniczek każdej reprezentacji.
| Medal  | Zawodniczki                                                                                          | Punkty |
| Złoto  | Stany Zjednoczone · Doris Brown (1.) · Vicki Foltz (2.) · Linda Mayfield (5.) · Cheryl Bridges (11.) | 19 pkt |
| Srebro | Anglia · Pamela Davies (3.) · Anne Smith (4.) · Patricia Brown (6.) · Phyllis Perkins (7.)           | 20 pkt |
| Brąz   | Szkocja · Doreen King (12.) · Margaret MacSherry (13.) · Dale Greig (14.) · Leslie Watson (16.)      | 55 pkt |